# Ján Slovenčiak
Ján Slovenčiak (* 5. November 1981 in Šafárikovo) ist ein slowakischer Fußballspieler.

## Vereinskarriere
Slovenčiak spielte in der Jugend beim FK Tornaľa und MŠK Rimavská Sobota Seine erste Profistation war der slowakische Zweitligist MŠK Rimavská Sobota, wo er in vier Spielzeiten zweimal im Tor stand. Er ging 2005 nach FC Senec, wo er in drei Jahren 19 Spiele gemacht hat. Slovenčiak hat 2008 zum belgischen Erstligisten Excelsior Mouscron gewechselt, Im Januar 2010 kam er zu Spartak Trnava, er bekam einen Zweieinhalb-Jahres-Vertrag.